# Hyperacrius fertilis
Hyperacrius fertilis é uma espécie de roedor da família Cricetidae.
Pode ser encontrada nos seguintes países: Índia e Paquistão.